# آنیتا ریوز
آنیتا ریوز (انگلیسی: Anita Reeves; ۲۴ ژوئن ۱۹۴۸ – ۷ ژوئیهٔ ۲۰۱۶) بازیگر و بازیگر تئاتر اهل جمهوری ایرلند بود.
از فیلم‌هایی که وی در آن نقش داشته‌است، می‌توان به صحبت از فرشتگان اشاره کرد.